# 黄花皂帽花
黄花皂帽花（学名：Dasymaschalon sootepense）是番荔枝科皂帽花属的植物。分布于柬埔寨、泰国、越南以及中国大陆的云南等地，生长于海拔600米的地区，一般生于山地路旁沟边疏林中，目前尚未由人工引种栽培。